# Ayla Erduran
Ayla Erduran   (Istanbul, 22 de setembre de 1934 - Istanbul, 7 de gener de 2025) va ser una violinista turca, Artista de l'Estat de Turquia des del 1971. Va aprendre a tocar el violí als 4 anys i va fer el seu primer concert als 10 anys, acompanyada del pianista Ferdi Ştatzer, en el Cinema Saray (Palau) de Beyoğlu, a Istanbul. El 1957 es va convertir en la primera violinista turca en quedar en el 5è lloc en el Concurs Internacional de Violí Wieniawski, a Poznań.